# L'eroe cinese
L'eroe cinese è un libretto d'opera seria di Pietro Metastasio, scritto nel 1752 e musicato nello stesso anno da Giuseppe Bonno.

## Origine dell'opera
L'eroe cinese fu scritto da Metastasio in un periodo in cui la letteratura italiana guardava con interesse al mondo medio ed estremo orientale, il quale era entrato nell'immaginario degli scrittori e del pubblico attraverso le traduzioni de Le mille e una notte (Venezia, 1720) e di novelle persiane e indiane. Metastasio trasse ispirazione, per l'argomento, da un dramma di Hi-Him-Siang, L'orfano della famiglia, e la temperie culturale di quel torno d'anni vide anche Goldoni (La sposa persiana è del 1753) e Pietro Chiari (La schiava cinese, del 1754) cimentarsi con soggetti orientali. 
Il libretto metastasiano fu composto nel 1752, e l'autore ne fu subito soddisfatto, come testimonia una missiva al fratello del 12 giugno. La prima rappresentazione, accompagnata dalla musica di Giuseppe Bonno, avvenne in primavera nel teatro della residenza viennese di Schönbrunn, alla presenza dei sovrani Francesco I di Lorena e Maria Teresa d'Austria. In seguito, L'eroe cinese fu musicato da numerosi altri compositori, tra cui Hasse (1753), Bertoni (rimaneggiato e reintitolato Narbale, 1774) e Cimarosa (1782).
L'eroe cinese, che trae spunto da un fatto realmente accaduto nella Cina del X secolo, ispirò l'Orphelin de la Chine (1755) di Voltaire, e fu ripreso nel 1846 in un ballo di Salvatore Taglioni, il cui titolo coincide con quello del melodramma metastasiano.

## Trama

### Atto primo
A Singana, in Cina, le principesse tartare Lisinga e Ulania sono tenute prigioniere da molti anni. Lisinga ama ricambiata Siveno, figlio del reggente Leango, mentre la sorella nutre una segreta passione per Minteo, amico di Siveno e di oscuri natali. Per questo, Ulania cerca di opporsi a una passione che nel dramma diverrà però sempre più palese. 
Una lettera di Zeilan, padre delle fanciulle, comunica la pace tra i due popoli, e afferma che Lisinga andrà in sposa all'erede al trono cinese, il cui nome è ignoto. Lisinga e Siveno - figlio del reggente Leango - accolgono la notizia con sorpresa, perché una sollevazione popolare di quasi vent'anni prima aveva sterminato la famiglia reale, costringendo all'esilio il re Livanio, poi morto in terra straniera. Entrambi sperano in cuor loro che Siveno sia il misterioso uomo; il figlio di Leango chiede al padre di accettare il trono, ma questi, a conoscenza di un importante segreto, rifiuta.

### Atto secondo
Siveno e Lisinga sono in preda alla disperazione; Leango, che ha rifiutato il trono, deve svelare quel giorno il nome dell'erede, e nessuno ormai sospetta possa trattarsi di Siveno. Questi vorrebbe fuggire, ma un'inaspettata rivelazione di Leango lo trattiene. Il reggente confida a Siveno la verità; egli è Svenvango, il figlio di Livanio. In quanto tale, suo è il regno, e Lisinga la sua promessa sposa. La gioia del giovane viene tuttavia spezzata dall'amico Minteo, cui il vecchio Alsingo, che lo trovò in fasce e l'allevò, ha svelato a sua volta un'altra versione: Svenvango sarebbe Minteo, destinato così ad ascendere al trono.

### Atto terzo
Siveno, che non ha avuto il coraggio di rivelare pienamente a Lisinga i nuovi equivoci e non comprende più chi sia suo padre, corre a sedare una sollevazione popolare. Leango attende ormai i soldati tartari, inviati in sua difesa, apprestandosi ad annunciare il nome dell'erede, quando Lisinga l'avvisa di aver visto l'amato morire. Ulania, tuttavia, giunge a sua volta e racconta che Siveno è stato salvato da Minteo, il quale ha condotto la difesa di Singana. Anche i due amici arrivano sulla scena; Siveno vuole concedere il trono a Minteo per i suoi grandi meriti, ma Leango gli mostra una lettera in cui Livanio afferma che il figlio, salvato dall'eroico Leango, vive in Siveno.
Siveno gli mostra allora un lenzuolo sporco di sangue, in cui, secondo la versione ufficiale, era stato avvolto Svenvango. Leango, però, confida di aver sostituito il corpo del fanciullo con quello del proprio figlio, e di aver mantenuto il segreto per tanti anni. I colpi di scena non sono finiti: Minteo capisce di essere il figlio di Leango. Le sue cicatrici lo dimostrano. La vicenda finisce in gloria; Ulania e Minteo possono sposarsi mentre Siveno chiede a Minteo di lasciargli il padre, in cambio del regno, ancora sconvolto dalle notizie che lo hanno proiettato al potere.

## Messe in musica
- Giuseppe Bonno, Vienna, 1752
- Johann Adolf Hasse, Hubertusburg, 1753
- Davide Perez, Lisbona, 1753
- Nicola Conforti, Madrid, 1754
- Gregorio Ballabene, Fabriano, 1757
- Carlo Lenzi, Bergamo, 1768
- Antonio Sacchini, Monaco di Baviera, 1770
- Venanzio Rauzzini, Monaco di Baviera, 1771 (modificata per la prima londinese del 1782[2])
- Gian Francesco de Majo, Napoli, 1771
- Ferdinando Bertoni, Venezia, 1774 (col titolo Narbale e testo rimaneggiato)
- Renato Checchi, Bastia, 1775
- Domenico Cimarosa, Napoli, 1782
- Marco Portogallo, Torino, 1788